# Ống tia âm cực

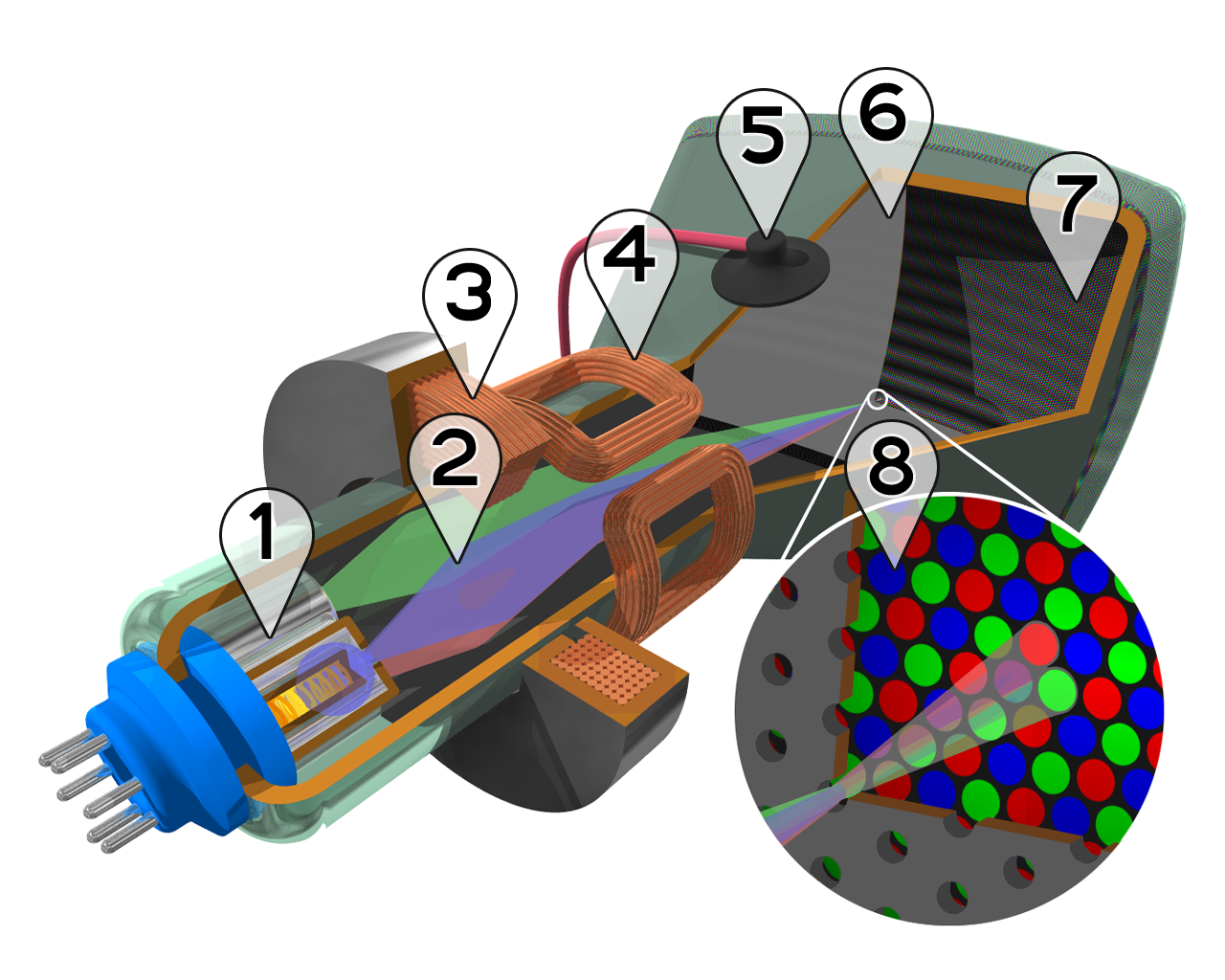
Mặt cắt của một ống tia âm cực (CRT) màu:
1. Ba súng điện tử (cho màu đỏ, xanh lá cây, và xanh da trời dùng phosphor)
2. Chùm electron
3. Cuộn dây tập trung
4. Cuộn dây làm lệch
5. Kết nối anode
6. Mặt nạ để tách chùm tia thành các phần màu đỏ, xanh lá cây, và xanh da trời của hình ảnh hiển thị
7. Lớp phosphor với vùng màu đỏ, xanh lá cây, và xanh da trời
8. Close-up của phần trong của màn hình được tráng phosphor.

Ống tia âm cực (tiếng Anh: cathode ray tube, viết tắt: CRT) là một đèn điện tử chân không chứa một hoặc nhiều súng điện tử, và một màn hình lân quang được sử dụng để đẩy nhanh và làm chệch hướng các chùm electron vào màn hình để tạo ra các hình ảnh. Các hình ảnh có thể mô tả các sóng điện (dao động ký), hình ảnh (truyền hình, màn hình máy tính), mục tiêu radar hoặc những hình ảnh khác. CRT cũng đã được sử dụng như thiết bị bộ nhớ, trong trường hợp ánh sáng nhìn thấy được phát ra từ các vật liệu huỳnh quang (nếu có) không chỉ mang mục đích chính để một người quan sát trực quan (mặc dù các mô hình có thể nhìn thấy trên mặt ống có thể đại diện cho dữ liệu được lưu trữ)..
CRT sử dụng một hộp kính rộng và sâu (tức là dài từ phía trước màn hình cho tới cuối phía sau), nó khá nặng và tương đối mỏng. Để tăng độ an toàn, bề mặt màn hình được làm bẳng pha lê dày để tránh xước trên bề mặt, chống va đập, và ngăn chặn hầu hết các phát xạ tia X, đặc biệt là khi CRT được sử dụng như sản phẩm tiêu dùng.
Màn hình CRT đã được thay thế phần lớn bởi các công nghệ màn hình mới như màn hình LCD, màn hình plasma và màn hình OLED, với chi phí sản xuất thấp hơn, lượng tiêu thụ điện năng thấp hơn và có khối lượng thấp hơn.
Mức độ chân không trong ống tia âm cực là khá cao; từ 0.01 Pa đến 133 nPa.
Trong màn hình tivi và màn hinh máy tính, toàn bộ khu vực phía trước của ống được quét nhiều lần và có hệ thống trong một khung hình cố định được gọi là raster. Một hình ảnh được tạo ra bằng cách kiểm soát cường độ của mỗi chùm trong ba chùm tia electron, mỗi tia cho một màu cơ bản (đỏ, xanh lá cây và xanh da trời) với một tín hiệu video như là một tham chiếu. trong tất cả màn hình tivi CRT và màn hình máy tính, các chùm tia bị bẻ cong bằng từ trường, từ trường này được tạo ra bởi cuộn dây và điều khiển bằng các mạch điện tử xung quanh của ống, mặc dù làm lệch bằng tĩnh điện thường được sử dụng trong các dao động ký, một loại công cụ chẩn đoán.

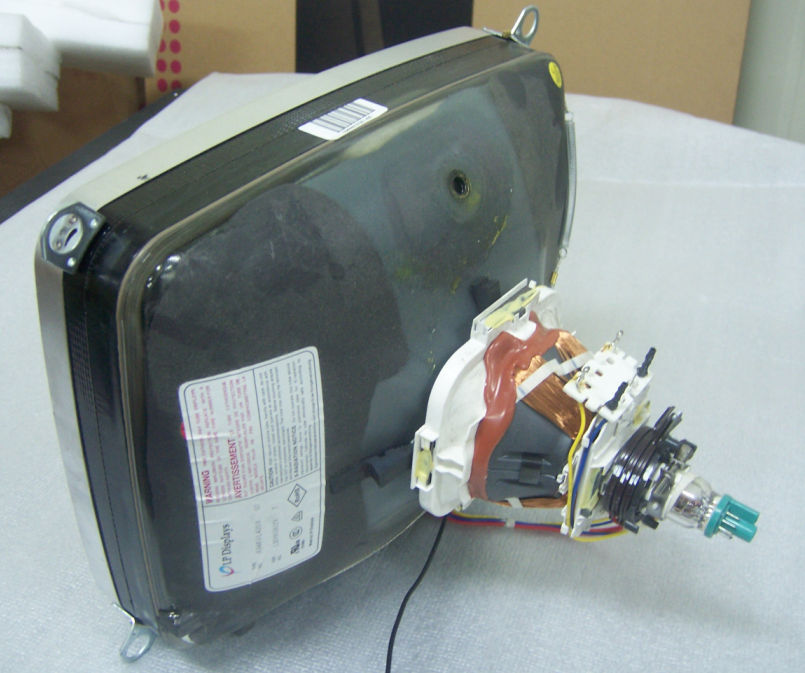
Một ống tia âm cực 14 inch cho thấy các cuộn dây và súng điện tử

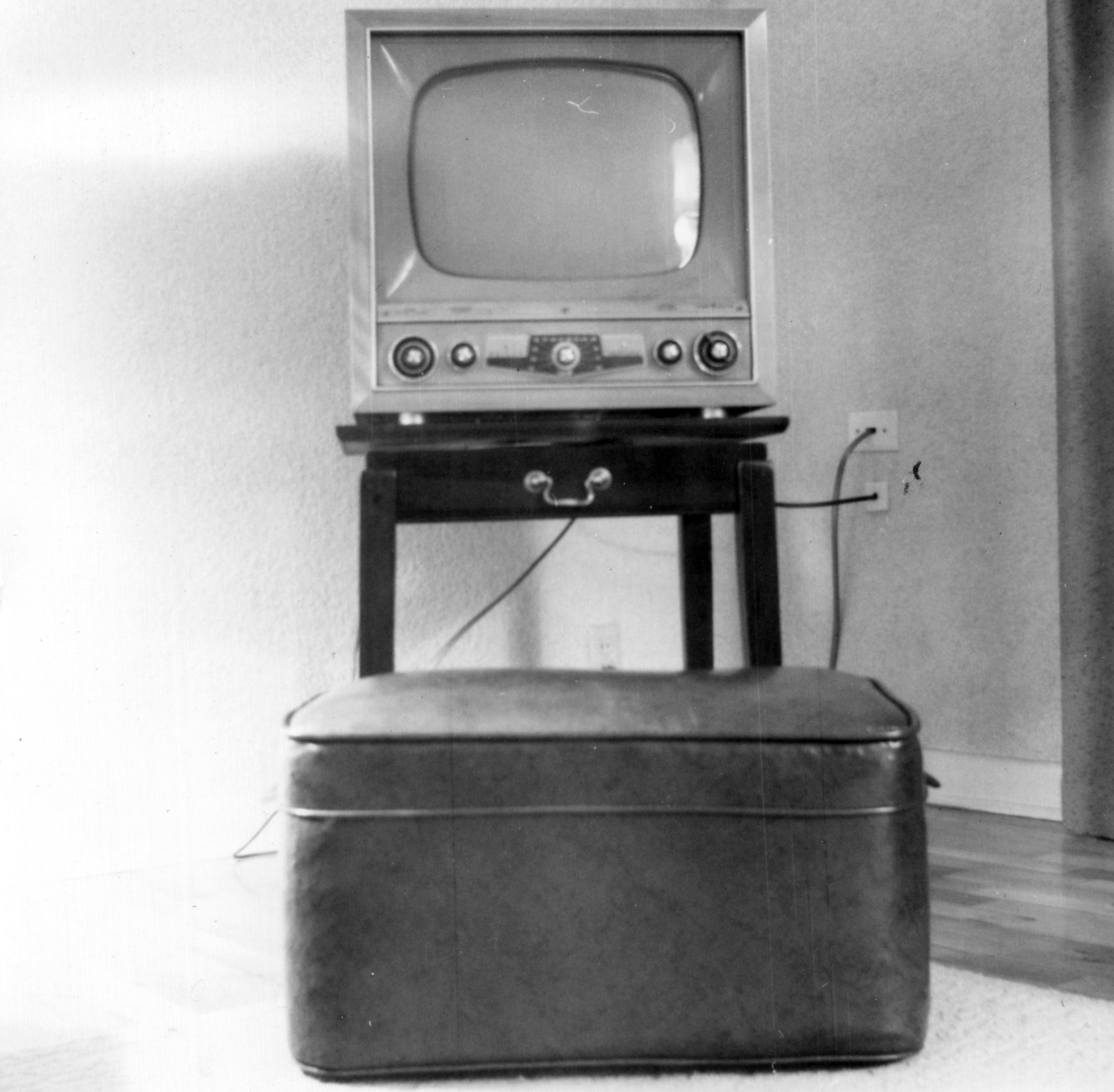
Màn hình vô tuyến năm 1950 điển hình tại Mỹ.

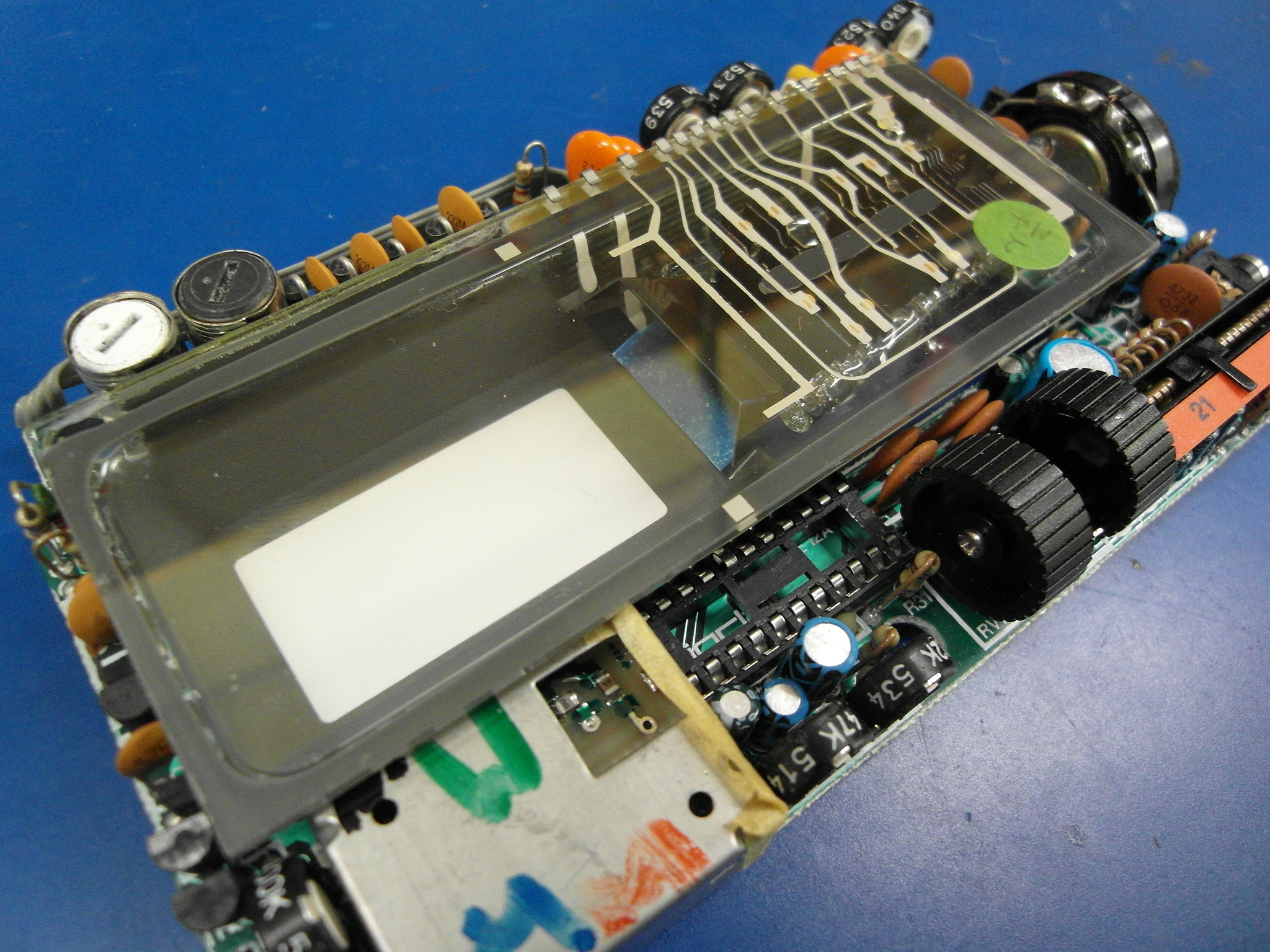
Một màn hình phẳng CRT bên trong một 1984 Sinclair FTV1 pocket TV

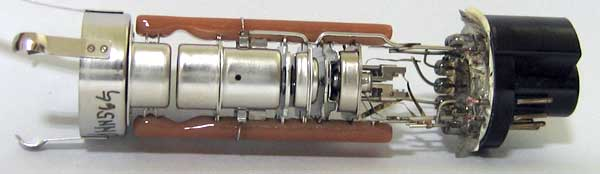
Súng electron

## Lịch sử

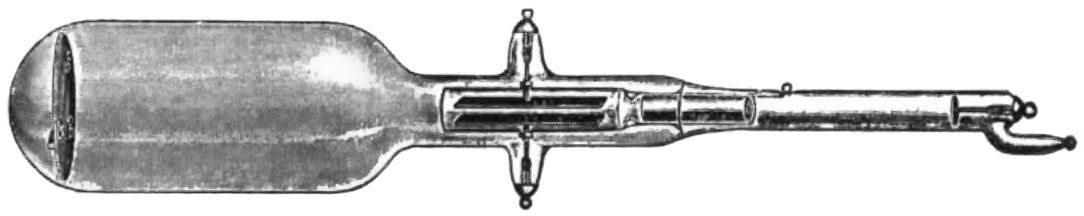
CRT âm cực lạnh đầu tiên của Braun, 1897

Tia âm cực được Johann Hittorf phát hiện vào năm 1869 trong các ống Crookers nguyên thủy. Ông quan sát thấy một số tia sáng không rõ đã được phát ra từ cathode (cực âm) có thể tạo ra bóng trên tường phát sáng của ống, cho thấy các tia này đi theo đường thẳng. Vào năm 1890, Arthur Schuster đã chứng minh rằng tia âm cực có thể bị tĩnh điện làm chệch hướng, và William Crookes đã cho thấy nó có thể bị từ trường làm chệch hướng. Năm 1897, J. J. Thomson đã thành công trong việc đo khối lượng của tia âm cực, cho thấy nó bao gồm các hạt mang điện tích âm nhỏ hơn nguyên tử, các hạt "dưới nguyên tử" đầu tiên, mà sau này được đặt tên là điện tử (electron). Các phiên bản sớm nhất của CRT được biết đến như "ống Braun" được phát minh bởi nhà vật lý học người Đức Ferdinand Braun vào năm 1897. Đó là một diode cathode lạnh, một dạng chỉnh sửa mới của ống Crookes với photsphor tráng phủ màn hình.
Năm 1907 nhà khoa học người Nga Boris Rosing sử dụng một màn hình CRT ở cuối điểm nhận của một tín hiệu video thử nghiệm nhằm tạo một bức tranh. Ông đã cố gắng hiển thị những khối hình học đơn giản lên màn hình, đánh dấu lần đầu tiên công nghệ CRT đẫ được sử dụng theo cách mà ngày nay được gọi là truyền hình.
Ống tia âm cực đầu tiên sử dụng một cathode nóng được John B Johnson phát triển (người tạo ra thuật ngữ tiếng ồn/nhiễu Johnson) và Harry Weiner Weinhart của công ty Western Electric. Ống tia âm cực trở thành một sản phầm thương mại vào năm 1922.
Tên của ống tia âm cực được nhà phát minh Vladimir K. Zworykin đặt tên vào năm 1929. RCA đã được cấp một thương hiệu cho thuật ngữ này (đối với ông tia âm cực) vào năm 1932. RCA đưa thuật ngữ này phát hành rộng rãi ra công chúng vào năm 1950.
Các máy truyền hình điện tử đầu tiên với ống tia âm cực được Telefunken sản xuất  ở Đức vào năm 1934.

## Dao động ký CRT
Trong dao động ký CRT, tĩnh điện được sử dụng chứ không phải là điện trường thường được sử dụng trong truyền hình và trong các màn hình CRT lớn khác. Các chùm tia bị lệch theo chiều ngang bằng cách sử dụng một điện trường giữa 2 tấm bên trái và bên phải, và theo chiều dọc bằng cách áp dụng một điện trường với 2 tấm trên và dưới. Truyền hình sử dụng điện trường thay vì tĩnh điện vì các tấm lệch cản trở các chùm tia khi góc lệch là quá lớn ở mức cần thiết cho ống âm cực tương đối ngắn với kích thước của chúng.

### Độ nhạy sáng của phosphor
Phosphor có sẵn khác nhau tùy thuộc vào nhu cầu của các ứng dụng đo lường hoặc hiển thị. Độ sáng, màu sắc và sự duy trì của ánh sáng phụ thuộc vào loại phosphor được sử dụng trên các màn hình CRT. Phospho có sẵn với mức nhạy sáng từ ít hơn một micro giây đến vài giây. Đối với việc quan sát hình ảnh của sự kiện thoáng qua ngắn ngủi phosphor có độ nhạy sáng dài có thể được sử dụng. đối với các sự kiện nhanh chóng và lặp đi lặp lại, hoặc với tần số cao, phosphor có độ nhạy sáng ngắn là thích hợp hơn cả.

### Microchannel plate
Khi hiển thị một chuỗi sự kiên nhanh một lần, chùm electron phải làm việc chệch hướng rất nhanh chóng, với một vài điện tử trên màn hình, dẫn đến một hình ảnh mở nhạt hoặc vô hình trên màn hình. Các dao động ký CRT thiết kế cho tín hiệu rất nhanh có thể tạo ra một màn hình hiển thị sáng hơn bằng cách đưa các chùm electron đi qua một tấm microchannel ngay trước khi chùm tia tới màn hình. Thông qua hiện tượng phát xạ thứ cấp, tấm này nhân bản số electron đập vào màn hình phosphor, tạo ra một sự cải thiện đáng kể về tốc độ (độ sáng) và cải thiện độ nhạy cảm và kích thước điểm ảnh.

### Graticules
Hầu hết các máy dao động ký có một lưới như là một phần của hình ảnh hiển thị, để tiện cho việc đo. Lưới ô vuông này có thể được đánh dấu vĩnh viễn bên trong màn hình của CRT, hoặc nó có thể là một tấm bên ngoài trong suốt bằng thủy tinh hoặc nhựa acrylic. Một bộ lưới đặt trong hạn chế được thị sai, nhưng lại không thể thay đổi để phù hợp các phép đo khác nhau. Máy hiện sóng thường cung cấp một phương tiện để tấm lưới được chiếu sáng từ bên cạnh, giúp cải thiện khả năng hiển thị của nó.

## Bằng phát minh
- Bằng sáng chế Hoa Kỳ số 1.691.324: Zworykin Television System